# Clube Desportivo Águias Eiriz
O Clube Desportivo Águias Eiriz é um clube português localizado na freguesia de Eiriz, concelho de Paços de Ferreira, distrito do Porto. O clube foi fundado em 10 de Fevereiro de 1981. Os seus jogos em casa são disputados no Complexo Desportivo Águias de Eiriz.
A equipa de futebol Sénior participa, na época 1924/25, na Divisão de Elite da AF Porto.
O clube conta com camadas jovens de formação nos seguintes escalões 

## Palmares
O Eiriz conta com uma Taça Capital do Móvel na época 2018/19 e uma 2ª Divisão da AF Porto ganha na época 2004/05 sendo que já foi finalista da Divisão de Honra da AF Porto na época 2020/21